# Madang Football Club
Le Madang Football Club est un club de football semi-professionnel, dont les joueurs portent le nom de « renards volants ». Il est basé dans la ville de Madang dans le nord de la Papouasie-Nouvelle-Guinée. Le club a été un des fondateurs de la ligue nationale de football de Papouasie Nouvelle Guinée en 2006 et il est le dernier membre fondateur encore présent dans cette compétition. Le club a été reconnu récemment grâce à deux qualifications consécutives à la Ligue des champions de l'OFC.

## Histoire
L’équipe a été créée peu avant le coup d’envoi de la saison 2006 de la ligue nationale de football de Papouasie Nouvelle-Guinée. Elle a participé à la compétition mais a fini quatrième sur cinq équipes. Elle s'est qualifiée pour le dernier carré, manquant de peu la finale face aux PRK Souths United (défaite lors des tirs au but) ; elle a ensuite perdue la petite finale face aux TL Blue Kumuls et s'est donc retrouvée quatrième. 
Le club a participé une nouvelle fois à la compétition contre six autres équipes lors de la saison 2007-2008. Il n’a gagné qu’un match sur douze, a concédé 50 buts et a terminé dernier du classement. Le club a décidé de ne pas participer à la saison 2008-2009.

## Liste des joueurs début 2019
- Mikes Gewa
- Abel Redenut
- Darren Polly
- Langarap Samol
- Samuel Kini
- Maximillion Sengum
- Michael Foster
- Maskulan Pulung
- Emmanuel Airem
- Vanya Malagian
- Nigel Malagian
- Jonel Kambual
- Neil Hans
- Hanson Topio
- Papalau Awele
- Stahl Gubag
- Romo Raymond
- Neville Manasseh
- Charles Lepani
- Steven Inia
- Solomon Mapai
- Darren Steven